# 愛知県女性総合センター
愛知県女性総合センター（あいちけんじょせいそうごうセンター）は、愛知県名古屋市東区にある公共施設。

## 概要

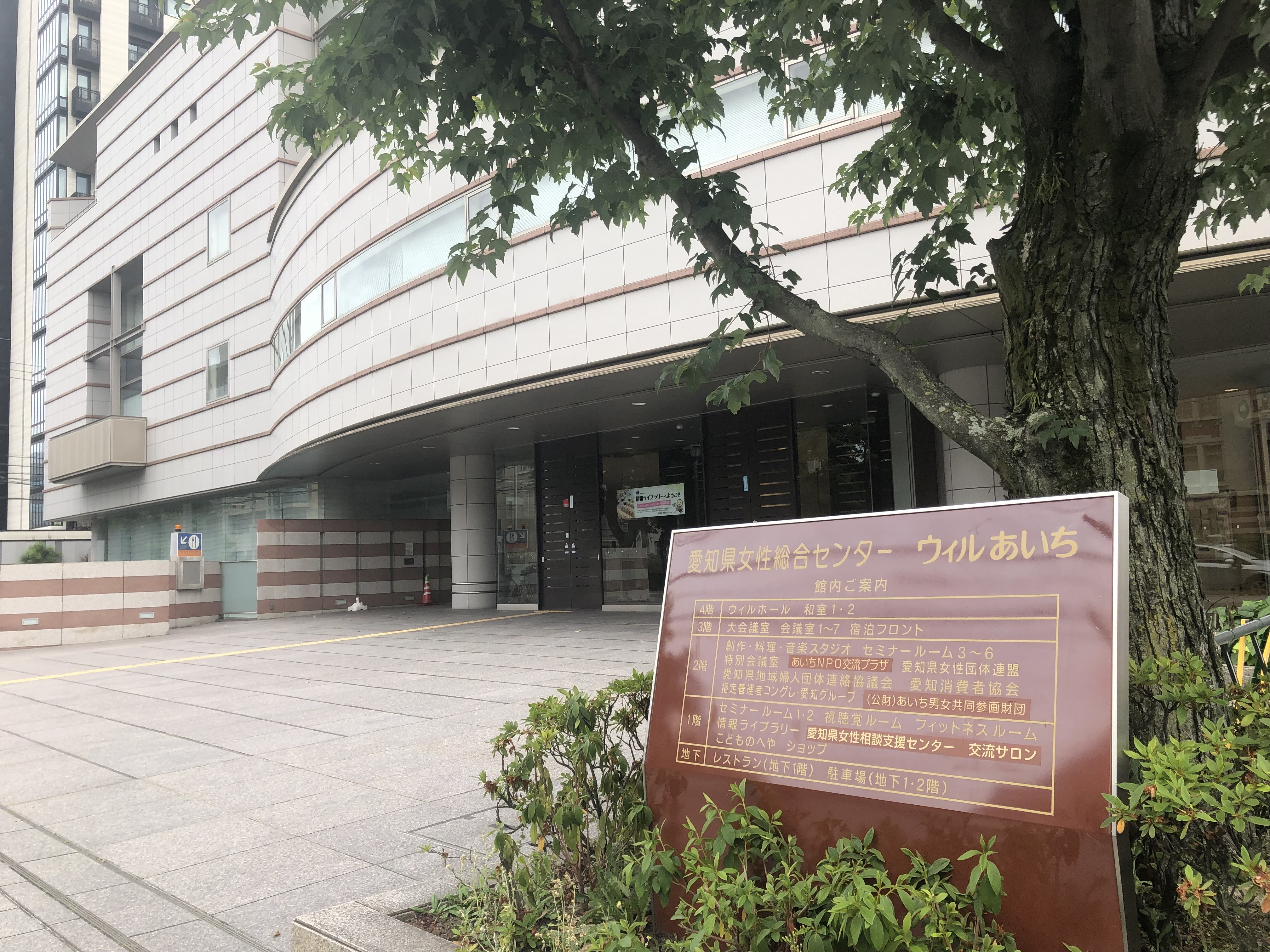
入口

1996年（平成8年）に建設された愛知県の男女共同参画社会づくりの拠点施設。愛称は「ウィルあいち」。管理運営は2006年（平成18年）4月1日より指定管理者であるコングレ・愛知グループが行っている。
施設には多目的ホールのウィルホールや大会議室、セミナールーム、情報ライブラリーのほかに、相談コーナーや宿泊施設を備えており、講義やイベントなども行われる。
また、毎年9月上旬には女性映画監督の作品などを上映する国際映画祭「あいち国際女性映画祭」が開催されている。
2019年（令和元年）10月27日、日本第一党が主催する「
あいちトリカエナハーレ2019「表現の自由展」」が開催された。

## ウィルホール
施設の4階にある800人を収容できる多目的ホールである。コンサートや演劇などでも使用されるほかあいち国際女性映画祭の会場となる。控え室やリハーサル室も完備している。

## 所在地
- 愛知県名古屋市東区上竪杉町1番地

## 交通アクセス
- 名古屋市営地下鉄名城線「名古屋城駅」下車、2番出口を東へ徒歩で約10分[7]。
- 名鉄瀬戸線「東大手駅」下車、南へ徒歩で約8分[7]。
- 基幹バス「市役所」バス停下車、東へ徒歩で約10分[7]。
- 名古屋市営バス：幹名駅1系統「市政資料館南」バス停下車、北へ徒歩で約5分[7]。